# Tone Sekelius
Tone Sekelius, tidigare känd som Thomas Peter Sekelius, född 16 juli 1997 i Maria församling i Växjö, Kronobergs län, är en svensk musikartist och videobloggare som bland annat gör videor om smink.

## Biografi
Sekelius gav 2017 ut singeln "Awakening", som beskriver hur det var att komma ut som homosexuell. Senare samma år släpptes singeln "One More in the Crowd", som blev officiell låt för Stockholm Pride 2017. Hennes TV-debut som musikartist gjordes på Sommarkrysset i TV4 29 juli 2017 med "One more in the crowd".
I en intervju med Aftonbladet i februari 2021 kom hon ut som transperson och berättade om namnbytet till Tone. Sekelius publicerade samtidigt en video på Youtube med titeln Jag är trans och en dokumentär (Mitt namn är Tone) på webb-tv-tjänsten Discovery+.
Sekelius deltog i Melodifestivalen 2022, i deltävling 2 med låten "My Way". Den kvalificerade sig till semifinal (tidigare andra chansen) och därefter till final. I finalen slutade hon på en femteplats.
År 2022 var hon programledare för TV-serien Paradise.
I Melodifestivalen 2023 tog sig Sekelius direkt till final med bidraget Rhythm of My Show efter en andraplats i deltävling 1.
Sekelius vann matlagningsprogrammet Sveriges mästerkock VIP 2024.

## Diskografi

### Singlar
- 2022 – My Way
- 2022 – My Way (sped up)
- 2022 – My Way (acoustic)
- 2022 – What a shame
- 2022 – Crying on Christmas
- 2023 –  Rhythm of My Show
- 2023 – Rhythm of My Show (sped up)
- 2023 – Vi är Sverige (VM-låt 2023)
- 2023 – Vi är Sverige (VM-låt 2023) (sped up)
- 2023 – Could Be Paradise
- 2023 – Tänd ett ljus
- 2024 – Time will heal me[17]
- 2024 – Kiss A Little Less
- 2024 — Utan Dig
- 2024 — Better Now
- 2025 — I know I love you

## Låtar
- 2022 – What a shame (skriven tillsammans med Anderz Wrethov).
- 2022 – Crying on Christmas (skriven tillsammans med David Kjellstrand, Jimmy Jansson och Joachim Ersgaard).

### Melodifestivalen
- 2022 – My Way (skriven tillsammans med Anderz Wrethov).
- 2023 – Rhythm of My Show (skriven tillsammans med Anderz Wrethov, Dino Medanhodzic och Jimmy Thörnfeldt).

## Priser och utmärkelser
| År   | Pris                             | Resultat  | Ref           |
| ---- | -------------------------------- | --------- | ------------- |
| 2016 | Guldtuben: Årets Style           | Nominerad | [ 18 ] [ 19 ] |
| 2017 | QX Gaygalan: Årets HBTQ-YouTuber | Vann      | [ 20 ]        |
| 2017 | Guldtuben: Årets Style           | Vann      | [ 21 ]        |
| 2018 | ELLE-galan: Årets Look           | Vann      | [ 22 ]        |
| 2018 | Guldtuben: Årets Beauty          | Nominerad | [ 23 ]        |
| 2018 | Guldtuben: Årets YouTuber        | Nominerad | [ 24 ]        |
| 2021 | Årets Nätängel                   | Vann      | [ 25 ] [ 26 ] |
| 2022 | QX Gaygalan: Årets HBTQ          | Vann      | [ 27 ]        |
| 2022 | Rockbjörnen: Årets genombrott    | Nominerad | [ 28 ]        |
| 2023 | QX Gaygalan: Årets HBTQ          | Nominerad | [ 29 ]        |
| 2023 | QX Gaygalan: Årets Låt           | Nominerad | [ 29 ]        |